# Kenneth Trypsteen
Kenneth Trypsteen (5 augustus 1988) is een voormalig Belgische voetballer.
Tijdens het seizoen 2006-07 speelde hij bij KV Kortrijk, nadat hij zijn jeugd had doorgebracht bij de Kortrijkse jeugdteams. Hij maakte zijn debuut in de basisploeg tijdens de laatste wedstrijd van de eindronde. Hij speelde de hele wedstrijd tijdens Antwerp - KV Kortrijk, die werd verloren met 3-0. Na het seizoen liep zijn contract ten einde. Anno 2012 speelt hij bij KVV Coxyde.